# James D'Arcy
James D'Arcy (n. 24 august 1975, Fulham, Londra, ca Simon D'Arcy) este un actor englez.

## Biografie
A debutat în filme de televiziune cu roluri minore în serialele BBC Silent Witness (1996) și Dalziel and Pascoe (1996).
În 2002, a interpretat rolul tânărului Sherlock Holmes în filmul de televiziune Tânărul Sherlock Holmes (Sherlock: Case of Evil).
A interpretat în filme de groază: The Beginning (2004, ca Părintele Francis), An American Haunting (2005, ca Richard Powell) sau Rise: Blood Hunter (2007, ca Episcopul). A interpretat rolul lui Derek Kettering în episodul The Mystery of the Blue Train (2005) din serialul Hercule Poirot, rolul lui Jerry Burton în Marple: The Moving Finger, ca Tiberius Gracchus în episodul Revolution din serialul Ancient Rome: The Rise and Fall of an Empire (2007), ca Toby Clifford în Fallen Angel (2007) sau ca Tom Bertram în producția ITV Mansfield Park.